# Булавинівка
Була́винівка — село в Україні, у Старобільському районі Луганської області. Входить до складу Новопсковської селищної громади Населення становить 856 осіб. Колишній орган місцевого самоврядування — Пісківська сільська рада.
Село постраждало внаслідок геноциду українського народу, проведеного урядом СРСР 1932—1933 та 1946—1947. З 26.02.2022 року перебуває під окупацією РФ.

## Історія
До 1782 року мало назву Іванові Луки. Пов'язане з подіями Булавінського повстання. 1707 року в цьому селі відбувся один з боїв повсталих козаків і селян з царським загоном. Після перемоги останнього село було спалене. Відроджене 1732 козаками-переселенцями.
З 1917 — у складі УНР. З квітня 1918 у селі встановлено владу Гетьмана Павла Скоропадського. З 1920 — стабільний комуністичний режим. 1929 більшовики вдалися до систематичного терору проти незалежних господарників, а 1932 почали убивства голодом. Вони призвели до колективних психозів на ґрунті недоїдання, а також фактів трупоїдства. Про це збереглися документи самих більшовицьких властей:
| 20 березня 1933 в селі Булавинівка помер одноосібник Круподера Свиридон Миколайович 46 років. Жінка його... на підґрунті голоду... порубала труп на частини і склала у діжку з метою споживання..." |
1991 у селі відновлено українську владу.

## Визначні місця
У селі 1980 року було споруджено пам'ятник Кіндратові Булавіну.

## Персоналії
- Ліверін Олександр Миколайович (1970—2015) — солдат Збройних сил України; учасник російсько-української війни.

## Також
- Перелік населених пунктів, що постраждали від Голодомору 1932-1933, Луганська область